# Alfonso de Palencia
Alfonso Fernández de Palencia, född den 21 juli 1423 i Palencia, död i mars 1492 i Sevilla, var en spansk krönikeskrivare.
Alfonso de Palencia gav genom sin på latin skrivna Gesta hispaniensia ex annalibus suorum diebus colligentis en bitande framställning av tidens korruption. Han författade dessutom allegorin Batalla campal entre los lobos y los perros och Perfección del triunfo militar, där han hävdar spanjorernas överlägsenhet i vapenföring, samt utgav 1490 det första spansk-latinska lexikonet. Däremot är Alfonso de Palencias författarskap av Coplas del Provincial omtvistat.